# 水晶之夜
水晶之夜（德語：Kristallnacht / Reichspogromnacht，或譯为“碎玻璃之夜”，是指1938年11月9日至10日凌晨，納粹黨員、德國反猶民眾與衝鋒隊襲擊德國全境的猶太人的事件，且黨衛隊、警方和德國政府皆冷眼旁觀，沒有出手阻止。這被認為是對猶太人有組織的屠殺的開始。

## 起因
1930年代，許多猶太裔波蘭人居住在德國。1938年10月28日，1.7萬名猶太人在無預警的情況下，在午夜被德國政府驅逐出境到波蘭。一開始波蘭政府拒絕收容這批猶太人，他們只好日夜待在德國和波蘭邊境，直到德國政府說服波蘭政府同意他們入境。

### 德国驱逐波兰籍犹太人
1938年8月，德国当局宣布正在取消外国人的居留许可，所有许可证必须重新申请。 包括出生在德国的外籍犹太人。波兰宣布取消十月底在海外已经生活五年以上的波兰籍犹太人的公民权利，导致波兰籍犹太人成为无国籍群体。 1938年10月28日，在希特勒下令的所谓 「波兰行动」中, 超过12,000名波兰籍犹太人，包括哲学家和神学家亞伯拉罕·赫舍爾（Abraham J. Heschel）以及未来的文学批评家马塞尔·莱希-拉尼基被驱逐出德国。他们被要求在一夜之间离开家里，每个人只允许携带一个行李箱。犹太人被赶走以后，他们身后的财物被纳粹政府和邻居作为战利品缴获。
这些犹太人被带至火车站，送上前往波兰边境的列车，但波兰边境卫兵又把他们送回德国。这一僵局在倾盆大雨中持续数日，犹太人在没有食物和避风港的恶劣条件下徘徊在两国边境。其中，4,000名犹太人被允许入境波兰, 但其余8,000人被迫留守在边境线。他们在残酷的环境中等待获批入境波兰。一家英国报纸告诉读者数百人"据报道横躺在路上，身无分文且无处可去，就在他们被盖世太保驱逐出境的沿线小村庄里。"根据被派去救助这些犹太人的一名英国女士回忆到难民营里的条件太过恶劣，一些人甚至在试图逃回德国的途中被枪杀。
1938年11月3日，遠在法國的猶太裔德國青年赫佐爾·格林斯潘接到一封來自他父母的明信片，敘述他們在被驅逐境况下的可怕經歷；他決心去政府機構要求帮助。
1938年11月7日（星期一），格林斯潘買了一支左輪手槍和一盒子彈，前往德國使館求見負責官員。接待員把格林斯潘領到秘書恩斯特·馮·拉特的辦公室。格林斯潘拔槍射出五發子彈，其中兩發擊中馮拉特胃部。格林斯潘犯案後，在現場等候法國警察到來，交給他們一張事先寫好的明信片：「我必須讓世界知道我的抗議。」諷刺的是，格林斯潘刺殺的馮拉特是一位外交官，當時因為同情猶太人的遭遇被認為政治上不可靠，正在接受蓋世太保的調查。
馮拉特于1938年11月9日死去，死讯传到柏林，這名德國官員之死反而成為納粹德國對猶太人採取暴力行動的藉口。

## 經過
許多猶太商店的窗戶在11月9日當晚被衝鋒隊打破，破碎的玻璃在月光的照射下有如水晶般的發光，這就是該事件名稱的由來。
這次攻擊看起來像是民間自發的，不過事實上卻是由德國政府策劃。在這場事件中，有約1574間猶太教堂（大約是全德國所有的猶太教堂）、超過7000間猶太商店、29間百貨公司等遭到縱火或損毀。
在奧地利也有類似的事件，94間位於維也納的猶太教堂遭到破壞。
超過3萬名猶太男性遭到逮捕並被關入集中營，主要是在達豪、布亨瓦德和薩克森豪森；集中營裏的囚犯得不到人道的對待，然而，多數人在三個月內就獲釋放，但他們必須離開德國；而一些則在兩日暴亂中被毆打致死，一般估計有91人死亡。估計死於集中營的，大約有2000-2500人。
另外，有幾個非猶太的德國人錯被當作猶太人而遇难。
在這次事件以後，大約有10000個孩子被迫離開父母和家庭，多數去了英國；後來只有1000人能再與父母重聚。

## 外國反應
這次事件很快傳到世界各地。經過這次事件，歐洲和北美的許多偏納粹團體的名聲遭到敗壞。美國召回了大使（不過並沒有斷交），不過許多其他國家的政府選擇與德國斷交以示抗議。
這次事件並沒有停止德國對猶太人的迫害。這個事件創造了一個新名詞「反猶太主義」。雖然在當時只有極少數人知道，不過水晶之夜是後來對全歐洲猶太人有組織迫害和集體屠殺的第一步。

## 現代回應
水晶之夜和德国历史上的诸多大事件都发生在11月9日，故而许多历史学家称其为德国的命運之日。51年後，柏林墙在同一天倒塌，德国政府提议将此日定為德國的國定假日，然而遭到了许多團體的抗議，因为水晶之夜和啤酒館政變均发生在此日，後來德国政府将德國統一紀念日定在了東德加入西德的10月3日。